# Glossario dell'Islam

## A
- A.H. (anno hegirae): datazione islamica che comincia dalla scelta calendariale voluta dal secondo Califfo e che fu fissata all'emigrazione di Maometto a Yathrib (poi Medina) nel 622.
- adhān: invocazione alla preghiera del muezzin prima di ciascuna delle cinque preghiere rituali (Ṣalāt ).
- Aghlabidi: nome della prima dinastia musulmana autonoma all'interno del califfato abbaside all'inizio del IX secolo d.C.
- Ahl al-Bayt: ("Gente del Casato [di Maometto]"): con l'espressione si indicarono, fin dalla seconda metà del VII secolo, i discendenti del profeta Maometto.
- Ahl al-Kitab (Gente del Libro): nome dato dal Corano ad ebrei, cristiani, Sabei e zoroastriani e, talora, a indù, perché la loro religione è fondata su scritture sacre e, per alcuni aspetti, su rivelazioni divine. Non viene loro richiesto di convertirsi, ma devono pagare una tassa (jizya) per essere "protetti" ( dhimma ).
- Aisha (ʿAʾisha bint Abi Bakr): la figlia del primo califfo dell'Islam Abū Bakr. Data in sposa, all'età di sei o sette anni, a Maometto quando questi aveva già più di 50 anni, divenne la terza moglie e la favorita del profeta.
- Allah (espressione corrispondente a "Iddio"): il solo vero Dio.

## B
- Banu 'Ad: stirpe araba che visse in periodo preislamico.

## C
- Kaʿba: vedi Kaʿba.
- Califfato/califfo: istituzione nata alla morte del profeta che lasciò un vuoto politico alla testa della comunità musulmana. Il califfo (successore o vicario) ha dunque la missione di proseguire l'azione militare e politica del profeta e di far applicare la sharīʿa. Il sistema di individuazione del califfo è cambiato nel corso del tempo poiché dopo i primi quattro califfi, detti ortodossi (rāshid ) - impropriamente ben guidati o ben diretti (rashīd) nessuno è giunto al potere nello stesso modo prima della fase dinastica vera e propria. La guida della comunità non ha lo stesso significato nel sunnismo e nello sciismo che preferisce il termine di imamato a quello di califfato.
- Cinque pilastri dell'Islam (Arkān al-Islām, "pilastri dell'Islam" o Arkān al-Dīn, "pilastri della fede"):. I cinque doveri principali di ogni musulmano: professione di fede (shahāda ), preghiera rituale (Ṣalāt ), l'elemosina obbligatoria (zakāt ), digiuno durante il mese di Ramaḍān (ṣawm Ramaḍān) e pellegrinaggio alla Mecca (ḥajj ): Compiere questi doveri porta riconoscimenti sia sulla terra, sia nell'Aldilà.
- Corano: Il testo sacro dell'Islam direttamente ideato da Allah e rivelato nel corso di tutta la sua vita a Maometto, per tramite l'arcangelo Gabriele. Consta di 114 sure, non organizzate in base a criteri cronologici, ma tendenzialmente di lunghezza decrescente.

## D
- Dār al-ḥarb: "Casa della guerra", ovvero l'insieme dei territori non musulmani.
- Dār al-Islām: "Casa dell'Islam", ovvero l'insieme dei territori dove sono in vigore le leggi dell'Islam.
- daʿwah: "Proclamazione della fede". Indica l'azione dei propagandisti-missionari ed in generale ogni forma d'incitamento a credere rivolto ad un musulmano o a un non-musulmano.
- Dhimmi: "Patto di protezione". Indica l'assoggettamenti delle popolazioni monoteiste (in origine soltanto cristiane ed ebree, "Le genti del Libro") alle quali viene imposto il pagamento di un "umiliante tributo". Essi godono di meno diritti dei musulmani, pertanto finiscono con il convertirsi ed estinguersi.
- Dunya: l'universo fisico, in contrapposizione alla vita ultraterrena

## E
- Egira: La "fuga", l'"emigrazione", il "trasferimento", la "rottura dei vincoli tribali" che portarono il primo gruppetto di musulmani dalla natia Mecca a Yathrib (poi Medina).

## F
- Fiqh: scienza del diritto religioso musulmano, elaborato a partire dall'VIII secolo. Nel mondo sunnita esistono quattro scuole giuridiche (madhhab ): hanafiti, malikiti, sciafeiti e hanbaliti, dal nome dei rispettivi fondatori.
- Fitna: "Rottura" (dell'unità della Umma). Sedizione tra i musulmani che ne minaccia l'unità.
- Fratelli musulmani: La Jàmʿiyyat al-Ikhwàn al-Muslimùn, "Società dei Fratelli Musulmani", è un'organizzazione islamista - cioè che ha un approccio politico all'Islam - fondata nel 1928 in Egitto da Hasan al-Banna alla fine del terzo decennio del XX secolo. Si oppone alle tendenze laiche degli Stati islamici e vuole un ritorno ai precetti del Corano, rifiutando le influenze occidentali e sufi. Motto dell'organizzazione è: "Allah è la nostra meta. Il profeta è il nostro capo. Il Corano la nostra legge. Il jihād la nostra via. Morire sulla strada di Allah la nostra speranza più grande".

## H
- hajj ("pellegrinaggio"): Pellegrinaggio alla Mecca, obbligatorio per ogni musulmano abile almeno una volta nella vita. Uno dei cinque pilastri dell'Islam. Chi vi abbia adempiuto è chiamato hajjī.
- Hijra: termine arabo per "Egira" (vedi A.H.)
- Hojjatoleslam («prova dell'Islam» o «autorità sull'Islam»): titolo attribuito in ambito sciita a un tipo di dignitario religioso, di grado inferiore ad Ayatollah.

## I
- ʿīd (dall'aramaico/siriaco "festival"). Festa o festività 
  - ʿĪd al-Adḥā ("festa del sacrificio"). Giornata di festa per la fine del hajj.
  - ʿĪd al-Fitr ("festa della fine del digiuno"). Giornata di festa per la fine del mese di Ramadan.
- iḥrām: lo stato di purità cerimoniale necessario per espletare il hajj. Nome anche del tessuto bianco che il pellegrino usa per il sacro rito. Si distingue in izār, che avvolge i lombi, e ridāʾ che ne copre il torso, lasciando però libera la spalla destra.
- Ismaele: figlio del patriarca Abramo (di Ur dei Caldei, quindi né ebreo, né arabo) e della sua schiava Hagar (Genesi 16). Secondo la tradizione ebraica  (e quindi anche cristiana) e quella islamica è l'antenato degli arabi.
- Islam ("sottomissione"): la sottomissione totale e senza riserve alla volontà di Dio; il nome della religione predicata da Maometto, considerato dai musulmani l'ultimo profeta di una lunga serie profetologica iniziata con Adamo.
- Issa: L'italiano Gesù. Considerato dai musulmani come un profeta che evitò la crocifissione perché sostituito da un altro.
- Ijtihad: termine legale islamico che indica lo "sforzo interpretativo" di dati coranici o di Sunna non evidenti. Nello Sciismo indica il diritto di promulgare una fatwā basandosi su un'interpretazione indipendente da parte di religiosi autorizzati: Marja-e Taqlid e i mujtahid con il titolo di Āyatollāh ʿUẓmā ("Ayatollah eccelso", più spesso reso con l'espressione "Grande Ayatollah").

## J
- jihād ("sforzo", "impegno", "lotta", ma anche "guerra canonica, obbligatoria, doverosa, da condurre in certe occasioni in difesa dell'Islam contro i suoi nemici. La giurisprudenza (sharīʿa ) chiama "maggiore" il jihād contro i propri peccati e debolezze e "minore" quello con caratteristiche belliche.
- jizya: tassa imposta al "popolo del libro" (Ahl al-Kitāb ) che vive sotto il dominio islamico.

## K
- Kaʿba: edificio approssimativamente cubico della Mecca che ospita nel suo angolo esterno di SE la Pietra Nera, considerata sacra. Tutti i musulmani pregano volgendosi nella direzione (qibla) della Kaʿba.
- kāfir (chi nasconde, chi è empio): chi non crede in Allah o nel Corano o in Maometto come Profeta di Allah. La miscredenza (kufra) è la principale opposizione a Dio ed all'Islam ed è punita con l'inferno
- khaṭīb: chi tiene il khuṭba, l'allocuzione in moschea della preghiera di mezzodì del giorno di venerdì. In molti paesi è un servizio soggetto al controllo del governo.
- Kharaj: tassa sui beni immobili fondiari.
- khuṭba: sermone del venerdì e di altre feste religiose islamiche.
- kiswa: panno serico, di color nero, che copre la Kaʿba e che viene annualmente rinnovato.
- kitmān (riserva mentale): che consiste nel dire solo una parte della verità riconoscendosi il diritto di omettere il resto.
- Kuffar: infedele.
- kufra. Empietà di massima gravità.

## M
- Muharram: primo mese del calendario islamico.
- Muhammad. L'italiano Maometto, considerato come il profeta ultimo e più grande dell'Islam.
- Meccane: Sure coraniche che risalgono al periodo iniziale della carriera di maometto, quando il Profeta si limitava a chiamare all'Islam gli abitanti della Mecca.
- Medinesi: Sure coraniche trascritte in seguito alla fuga a Medina, quando la posizione di Maometto si indurì. Le sure medinesi sono meno poetiche ed in linea generale molto più lunghe di quelle meccane, sovraccariche di questioni relative alla legge e al rituale e disseminate di esortazioni al jihad contro gli infedeli.

## N
- Nash. ("abrogazione") Dottrina dell'abrogazione: l'idea che Allah possa aver modificato o revocare ciò che ha rivelato ai musulmani nei versetti contenuti nelle sure coraniche successive.

## Q
- qibla ("direzione"): direzione della Kaʿba di Mecca, verso cui bisogna rivolgersi per pregare.
- Qurʾān o Corano (recitazione salmodiata): il testo sacro dell'Islam, rivelato a Maometto dall'arcangelo Gabriele in un periodo di 20 anni.
- Qurrāʾ ("recitatori"): i primi devoti che impararono a memoria il Corano. Termine usato poi per tutti i recitatori professionali del Corano, il cui testo solitamente è conosciuto a memoria. Nei primi tempi dell'Islam i qurrāʾ erano chiamati per chiarire passaggi difficili del testo sacro, dando vita a varie scuole di interpretazione.

## R
- Rajm: lapidare.
- Ramadan: nono mese del calendario islamico, durante il quale i musulmani digiunano durante le ore diurne per motivi devozionali. Il 27 (o il 29) del mese si commemora anche il dono del Corano (vedi anche Ṣawm).
- Raǧab: il mese sacro dedicato al Pellegrinaggio ('umra) in età preislamica, durante il quale per antica convenzione a tutte le tribù arabe erano proibite attività guerresche.

## S
- Ṣalāt ("preghiera"): preghiera rituale obbligatoriamente da assolvere cinque volte al giorno rivolgendosi in direzione (qibla) di Mecca. Uno dei cinque pilastri dell'Islam.
- ṣawm ("digiuno" a volte detto siyām), il digiuno religioso, soprattutto durante il mese del Ramadan. È uno dei cinque pilastri dell'Islam.
- sa'y: corsa rituale di sette volte tra le due colline di Safa e Marwa a Mecca durante il hajj. Rappresenta la ricerca di Hāgar per l'acqua.
- shahada (testimonianza): la formula di professione di fede "Non c'è Dio se non Allah e Maometto è il Suo profeta", che è l'unica condizione richiesta per entrare alla comunità dei musulmani, purché il tutto avvenga di fronte a due testimoni validi. Essendo uno dei cinque pilastri dell'Islam, la formula deve essere pronunziata ad alta voce in piena coscienza ed almeno una volta nella vita. È anche parte della invocazione alla preghiera, in molte altre preghiere rituali ed è recitata in punto di morte.
- Shari'a: legge islamica religiosa, costituita dai precetti coranici e da quelli della Sunna.
- Sciismo: Variante dell'Islam che raccoglie chi, alla morte del Profeta, esigeva che alla guida della Umma fosse destinato solo chi poteva vantare legami di parentela con il ramo agnatizio della famiglia del Profeta: in particolare con ʿAlī, cugino e genero del Maometto. Oggi rappresenta al massimo il 10% dell'intero corpo musulmano.
- Sunna ("Tradizione"): Complesso tradizionistico comprensivo delle parole e degli episodi della vita del profeta Maometto. Sebbene non esprimano la parola di Dio allo stesso livello del Corano, la Sunna è giudicata come seconda fonte del diritto per la sua ispirazione e autorevolezza (vedi ḥadīth).
- Sunnismo ("Tradizionalisti"). I seguaci delle tradizioni raccolte nella Sunna.
- sūra: uno dei 114 capitoli del Corano.

## T
- Taqiyya (occultamento). Pratica islamica tesa a nascondere la propria fede in contesti ostili, al fine di evitare un'inutile morte. Per quanto il martirio venga premiato da Allah con il Paradiso eterno, la consapevolezza di dover affrontare un destino di morte assomiglia troppo a un suicidio, decisamente riprovato dall'Islam (malgrado i cosiddetti "martìri" perseguiti dalle organizzazioni terroristiche di matrice islamista).
- Takfir. Pronunzia di kufra (empietà massima, meritevole di morte in età classica e, solo per i fondamentalisti, provvedimento tuttora applicabile).

## U
- Ummah: comunità.

## V
- Versetti Satanici: versetti che il profeta Maometto avrebbe recitato alla Mecca in un momento in cui era ancora in discussione l'adesione o meno dei più importanti esponenti dell'élite mercantile meccana al messaggio coranico da lui reso noto. La mattina seguente, Maometto ritrattò quanto affermato, chiarendo che le parole gli erano state sussurrate all'orecchio sinistro (e non a quello destro, come normalmente faceva l'arcangelo Gabriele) e che quindi erano di origine satanica.

## W
- Wahhabismo: movimento neo-hanbalita che si propone di riportare l'Islam al rispetto letterale del solo Corano e della sola Sunna, rifiutando qualsiasi ragionamento giuridico di tipo analogico.

## Z
- zakat (purificazione). Imposta obbligatoria per ogni musulmano con un minimo di ricchezza precisamente identificato. Solo con questo pagamento - destinato a orfani, vedove e a scopi pii - la ricchezza viene mondata dai suoi aspetti più egoistici e il suo godimento viene quindi benedetto dall'Islam.
- zināʾ: indica nell'Islam l'adulterio. Per una condanna è richiesto un numero doppio di testimoni (4 anziché due persone) e storicamente è stato sanzionato con la pena di morte biblica per lapidazione.